# 洪文瀾
洪文澜（1891年—1971年）字赋林，浙江省富阳县东梓乡（后改“东图乡”，2004年并入场口镇）洪家塘人。中华民国及中华人民共和国法学家、法官。

## 生平
洪文澜早年毕业于富阳县立高等小学校。后毕业于浙江法政学校。民国3年（1914年），洪文澜参加高等法官考试，以第三名获得录取，被任命为江西九江地方审判厅推事。任内办案廉洁奉公。数年之后，洪文澜任京师高等审判厅推事，擢升入大理院任职。
民国18年（1929年），洪文澜任最高法院推事，参与“判例”的整编。民国24年（1935年），以司法行政部民事司司长奉派赴日本考察司法。回国后，复任最高法院推事，兼国立中央大学、中央政治学校教授，主讲《民事诉讼法》、《民法债编》等课。
抗日战争爆发后，洪文澜随国民政府迁至重庆，任最高法院民庭庭长，兼司法院首席参事。抗日战争胜利后，被任命为司法院大法官，兼上海法学院、上海政法学院、东吴大学教授。中华人民共和国成立前夕，洪文澜拒绝随中华民国政府南迁广州，寓居上海。中华人民共和国成立后，继续在高等院校任教，并且兼任上海法学会常务理事、《华东法学杂志》副主编、中国国民党革命委员会上海虹口区委主任委员、虹口区人大代表及政协委员等职务。
1971年，洪文澜在上海病逝。